# Азербайджан на летних юношеских Олимпийских играх 2014

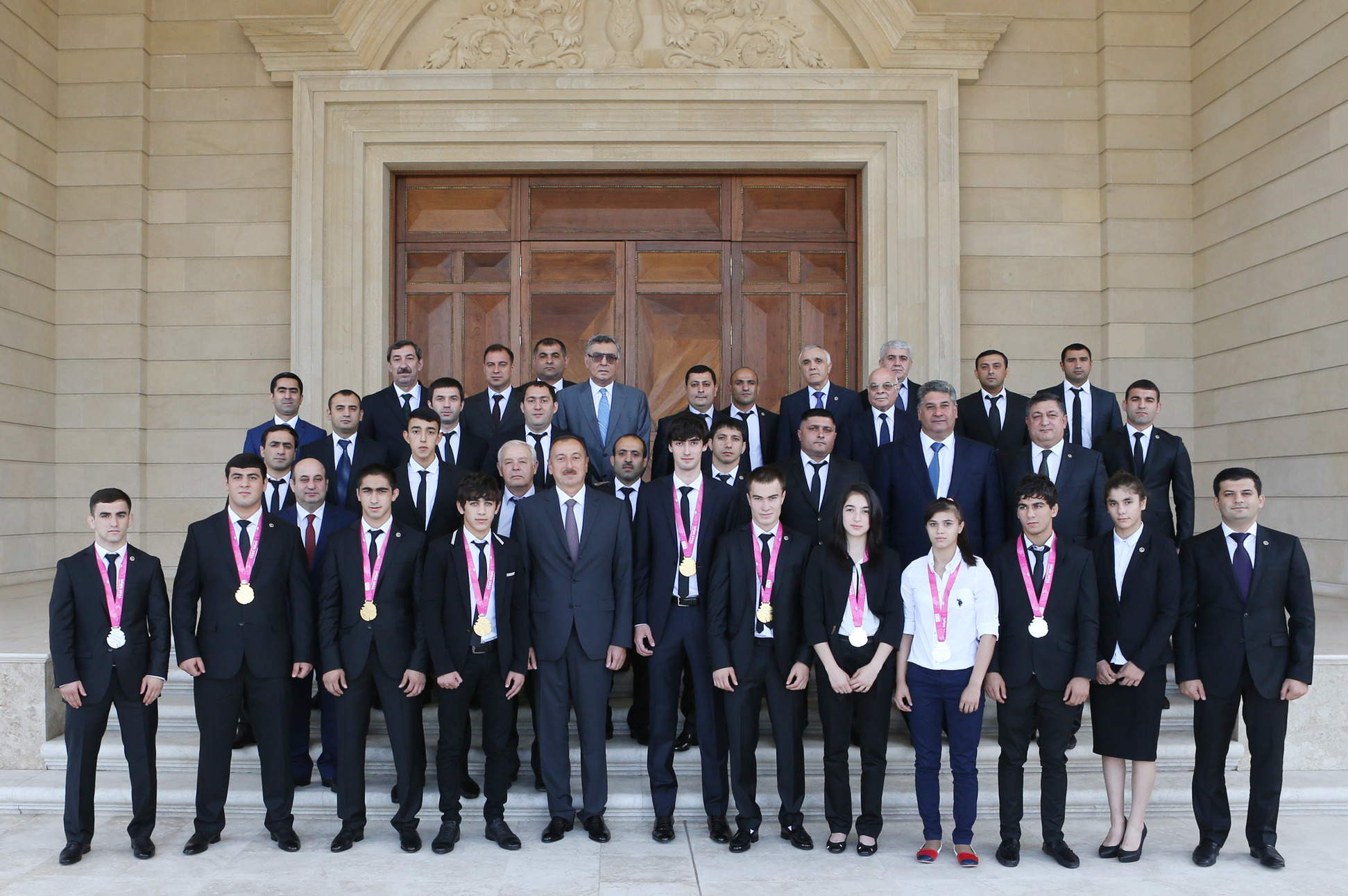
Президент Азербайджана Ильхам Алиев со спортсменами Азербайджана — призёрами II летних юношеких Олимпийских игр, 1 сентября 2014 года

Азербайджан на летних юношеских Олимпийских играх 2014 года в китайском Нанкине представлял 21 спортсмен, которые соревновались в академической гребле, боксе, борьбе, дзюдо, лёгкой атлетике, плавании, стрельбе, стрельбе из лука и тхэквондо. В итоге, азербайджанские спортсмены завоевали 12 медалей (5 золотых, 6 серебряных и 1 бронзовую). Тем самым Азербайджан занял 10 место в общем командном зачёте.

## Медалисты
| Медаль  | Спортсмен        | Вид спорта           | Дисциплина                            |
| ------- | ---------------- | -------------------- | ------------------------------------- |
| Золото  | Саид Гулиев      | Тхэквондо            | Юноши, до 73 кг                       |
| Золото  | Исламбек Дадов   | Борьба               | Юноши, греко-римская борьба, до 69 кг |
| Золото  | Теймур Мамедов   | Борьба               | Юноши, вольная борьба, до 63 кг       |
| Золото  | Игбал Гаджизаде  | Борьба               | Юноши, вольная борьба, до 100 кг      |
| Золото  | Руфат Гусейнов   | Бокс                 | Юноши, до 49 кг                       |
| Серебро | Натик Гурбанлы   | Дзюдо                | Юноши, до 55 кг                       |
| Серебро | Лейла Алиева     | Дзюдо                | Девушки, до 44 кг                     |
| Серебро | Черен Озбек      | Тхэквондо            | Девушки, до 44 кг                     |
| Серебро | Борис Йотов      | Академическая гребля | Юноши, 1000 метров                    |
| Серебро | Джаббар Наджафов | Борьба               | Юноши, греко-римская борьба, до 50 кг |
| Серебро | Лейла Гурбанова  | Борьба               | Девушки, женская борьба, до 52 кг     |
| Бронза  | Назим Бабаев     | Лёгкая атлетика      | Юноши, тройной прыжок                 |

## Соревнования

### Академическая гребля
Юноши
- Борис Йотов[1]

### Бокс
Юноши
- Руфат Гусейнов, до 49 кг
- Масуд Юсифзаде, до 52 кг
- Мухаммедали Таиров, от 91 кг

### Борьба
В июне-июле 2013 года в регионах Азербайджана под руководством главного консультанта национальной сборной страны по вольной борьбе Сайпуллы Абсаидова прошла отборочная комиссия, организованная Национальной федерацией борьбы, с целью нахождения и подготовки новых и перспективных борцов к юношеским Олимпийским играм. Комиссия просмотрела общий подготовительный процесс, физическое и тактико-техническое состояние борцов 1999—2003 годов рождения. На первом этапе было выбрано около 80 борцов, как вольного, так и греко-римского стиля, которые приняли участие в сборах в Баку под руководством тренерского корпуса сборных команд Азербайджана.
Юноши
- Теймур Мамедов, вольная борьба, до 63 кг
- Игбал Гаджизаде, вольная борьба, до 63 кг
- Джаббар Наджафов, греко-римская борьба, до 50 кг
- Исламбек Дадов, греко-римская борьба, до 69 кг

Девушки
- Лейла Гурбанова, женская борьба, до 52 кг

### Дзюдо
Юноши
- Натик Гурбанлы[3]

Девушки
- Лейла Алиева[3]

### Лёгкая атлетика
Юноши
- Назим Бабаев, тройной прыжок

Девушки
- Бенафета Гадиес, бег 3000 м
- Елена Гладкова, прыжки с шестом

### Плавание
Девушки
- Эльвира Гасанова[4]

### Стрельба
Юноши
- Урфан Ахундов, 10 м, пневматический пистолет

### Стрельба из лука
Девушки
- Суграханым Мугабильзаде, одиночки

### Тхэквондо
Юноши
- Саид Гулиев[5]

Девушки
- Гюльханым Йешилдалда[5]
- Сафийе Полат[5]
- Черен Озбек[5]